# Nikola Kotkov
Nikola Kotkov (bulharskou cyrilicí Никола Котков) (9. prosince 1938, Sofie – 30. června 1971) byl bulharský fotbalový útočník. V roce 1964 byl vyhlášen bulharským fotbalistou roku.

## Fotbalová kariéra
V bulharské lize hrál za Lokomotiv Sofia, Slavii Sofia a Levski Spartak Sofia. Vyhrál dvakrát bulharskou ligu a dvakrát bulharský fotbalový pohár. V Poháru mistrů evropských zemí nastoupil ve 6 utkáních a dal 7 gólů a v Poháru vítězů pohárů nastoupil v 5 utkáních a dal 4 góly. Za bulharskou reprezentaci nastoupil v letech 1961–1969 ve 22 utkáních a dal 10 gólů.  Byl členem bulharské reprezentace na Mistrovství světa ve fotbale 1966, nastoupil v  utkání proti Maďarsku.  

## Ligová bilance
| Ročník                                | Zápasy | Góly | Klub                 |
| ------------------------------------- | ------ | ---- | -------------------- |
| 1. bulharská fotbalová liga 1956      | -      | -    | Lokomotiv Sofia      |
| 1. bulharská fotbalová liga 1957      | -      | -    | Lokomotiv Sofia      |
| 1. bulharská fotbalová liga 1958      | -      | -    | Lokomotiv Sofia      |
| 1. bulharská fotbalová liga 1958/1959 | -      | -    | Lokomotiv Sofia      |
| 1. bulharská fotbalová liga 1959/1960 | -      | -    | Lokomotiv Sofia      |
| 1. bulharská fotbalová liga 1960/1961 | -      | -    | Lokomotiv Sofia      |
| 1. bulharská fotbalová liga 1961/1962 | -      | -    | Lokomotiv Sofia      |
| 1. bulharská fotbalová liga 1962/1963 | -      | -    | Lokomotiv Sofia      |
| 1. bulharská fotbalová liga 1963/1964 | -      | -    | Lokomotiv Sofia      |
| 1. bulharská fotbalová liga 1964/1965 | -      | -    | Lokomotiv Sofia      |
| 1. bulharská fotbalová liga 1965/1966 | -      | 17   | Lokomotiv Sofia      |
| 1. bulharská fotbalová liga 1966/1967 | -      | -    | Lokomotiv Sofia      |
| 1. bulharská fotbalová liga 1967/1968 | -      | 28   | Lokomotiv Sofia      |
| 1. bulharská fotbalová liga 1968/1969 | 12     | 3    | Slavia Sofia         |
| 1. bulharská fotbalová liga 1969/1970 | 24     | 14   | Levski Spartak Sofia |
| 1. bulharská fotbalová liga 1970/1971 | 11     | 4    | Levski Spartak Sofia |
| CELKEM 1. bulharská fotbalová liga    | -      | -    |                      |